# Desa Pesawahan (administrativ by i Indonesien, Jawa Tengah, lat -7,52, long 109,17)
Desa Pesawahan är en administrativ by i Indonesien.   Den ligger i provinsen Jawa Tengah, i den västra delen av landet, 290 km sydost om huvudstaden Jakarta.